# Sativasur
Sativasur es un municipio colombiano ubicado en la provincia del Norte en el departamento de Boyacá. Está situado a unos 132 km de la ciudad de Tunja, capital del departamento.
Limita al norte con Sativanorte, al sur y al occidente con Paz de Río y al Oriente con Socotá. Su economía está compuesta por el sector agrícola, ganadero y minero.

## Toponimia
La palabra sa, en lenguaje Chibcha equivale a nombre ilustre de persona y correspondía únicamente a la nobleza. Tiba, significa, en idioma indígena, capitán. Después se le agregó la palabra sur y quedó Sativasur.

## Historia
El poblado de Sátivasur, es anterior a la conquista. El caserío y tribu estaban gobernados por un cacique, jefe dependiente del poderoso señor de Tundama o Duitama. Los indios sátivas adoraban al sol, a la luna, a los árboles y a los ídolos de piedra. Eran aguerridos y sostenían batallas con las tribus enemigas. Con el paso de los conquistadores por Duitama y combates de los españoles con el cacique Tundama y su tribu, este soberano Chibcha llamó a todos los caciques de su dependencia para entrar en lucha con los extranjeros. Los jefes tributarios del Tundama marcharon en dirección a Duitama con sus ejércitos, con el fin de atacar a los españoles. La victoria fue favorable a los españoles. El cacique de Sátiva marchó para esta población con su ejército mermado y vencido por los conquistadores. El último Cacique de Sátiva fue Sotopachó que tenía su resistencia en el sitio llamado Bura. Este y los Caciques denominados Ocavita y Lupachoque, atacaron con sus tribus a los españoles que fueron a conquistarlos en 1540 y 1541, por orden del capitán Gonzalo Suárez Rendón. Según el mismo historiador el nombre de Sátiva le viene del Cacique y tribu que habitaban el poblado y sus dependencias.
El conquistador de la provincia fue Hernán Pérez de Quesada, quien emprende la campaña en 1541. Los aborígenes de la región son derrotados en el poblado de Chita. La región despertó gran interés a causa de la alta disponibilidad de mano de obra y el potencial agrícola determinado por las variaciones altitudinales, el régimen de lluvias y la fertilidad de sus tierras. Situación que llevaron a que otros españoles después de Quesada y que se empezarán a dar los primeros asentamientos, quienes en algunos casos abandonan sus armas para quedarse como colonos. El más notable de ellos fue Pedro Ruíz Serrezuelo o Herrezuelo, quien había acompañado a Jiménez de Quesada, y quien más tarde fue comendador de Panqueba.
Sativasur fue eliminado como poblado por la Ley 10 del 30 de octubre de 1877 de la Asamblea Legislativa del Estado soberano de Boyacá. Volvió a ser municipio mediante la Ley 3.ª del 12 de octubre de 1878. Con el municipio de Sativanorte han tenido variaciones de límites a través de la historia, especialmente con la vereda Téquita, que le fue asignada a Sativasur y posteriormente volvió a Sativanorte.

## Veredas
El municipio cuenta con las veredas Los Tunjos, El Tambor, La Caldera, Tobachía, Bura, Movacón, Ticuaquita y Centro.

## Religión

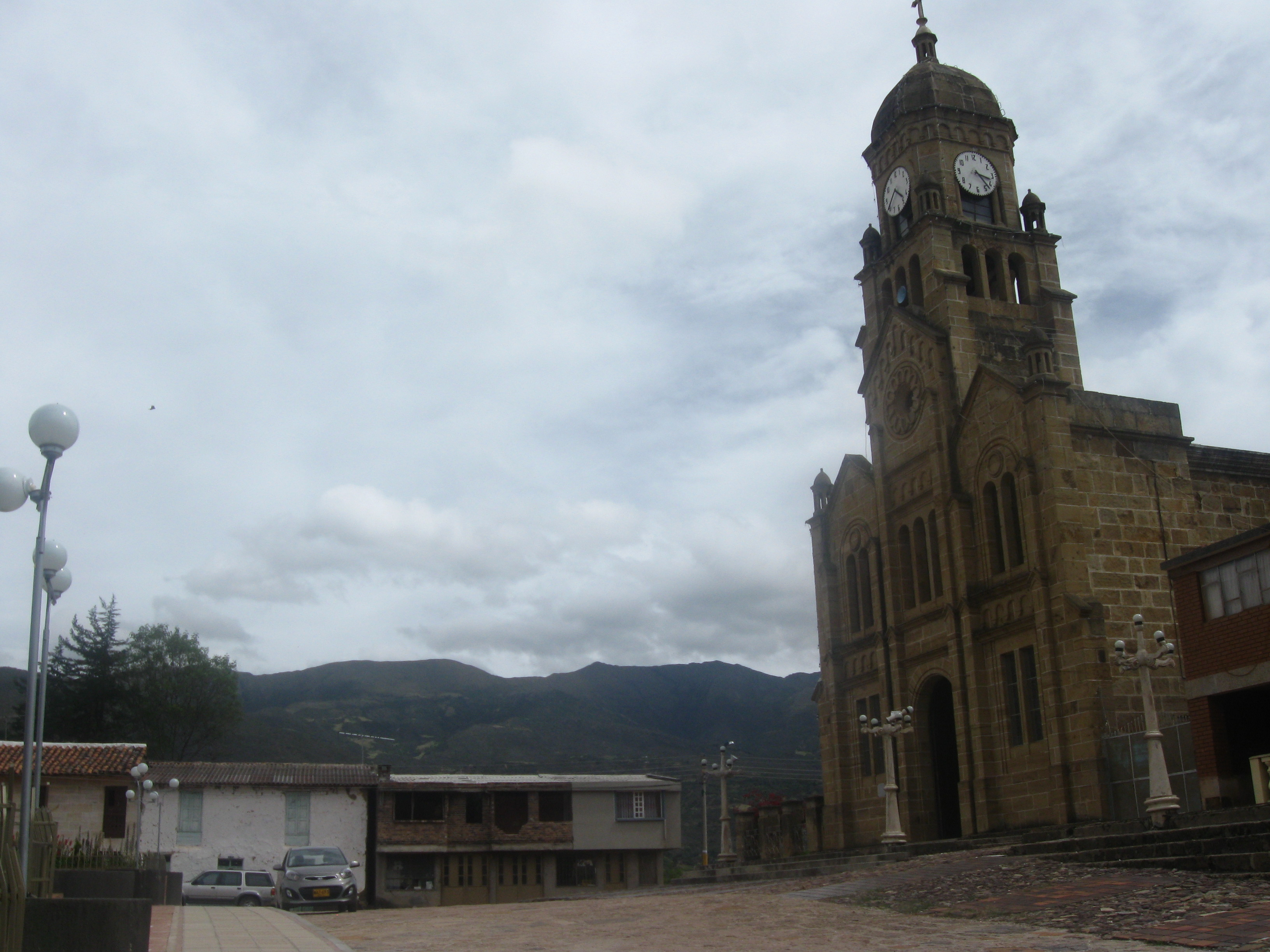
Iglesia de Sativasur.

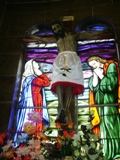
Señor de los Milagros de Sativasur.

La población de Sativasur en su mayoría es católica. Existe un santuario en el cual se venera al Señor de los Milagros de Sativasur, patrono de la región, a quien se le rinde homenaje en las tradicionales fiestas que se celebran todos los años, el último viernes de enero; fiestas a las cuales asiste gente de diversas partes de Colombia.
Este santuario alberga la imagen de Jesucristo en la cruz, el cual se conoció en una época como el Señor de Los sudores ya que antes de que esta imagen fuera destruida por el deterioro consecuencia del tiempo y la exposición ambiental un sacerdote en la mitad de su eucaristía observó que dicha escultura estaba sudando, luego de ello y sin mayor explicación la imagen se renovó por sí sola y con esto se consagró como símbolo de la región, ya que no solo se mantiene intacta a pesar de sus trescientos años de tallaje sino por los múltiples milagros que se le atribuyen.

## Fiestas patronales

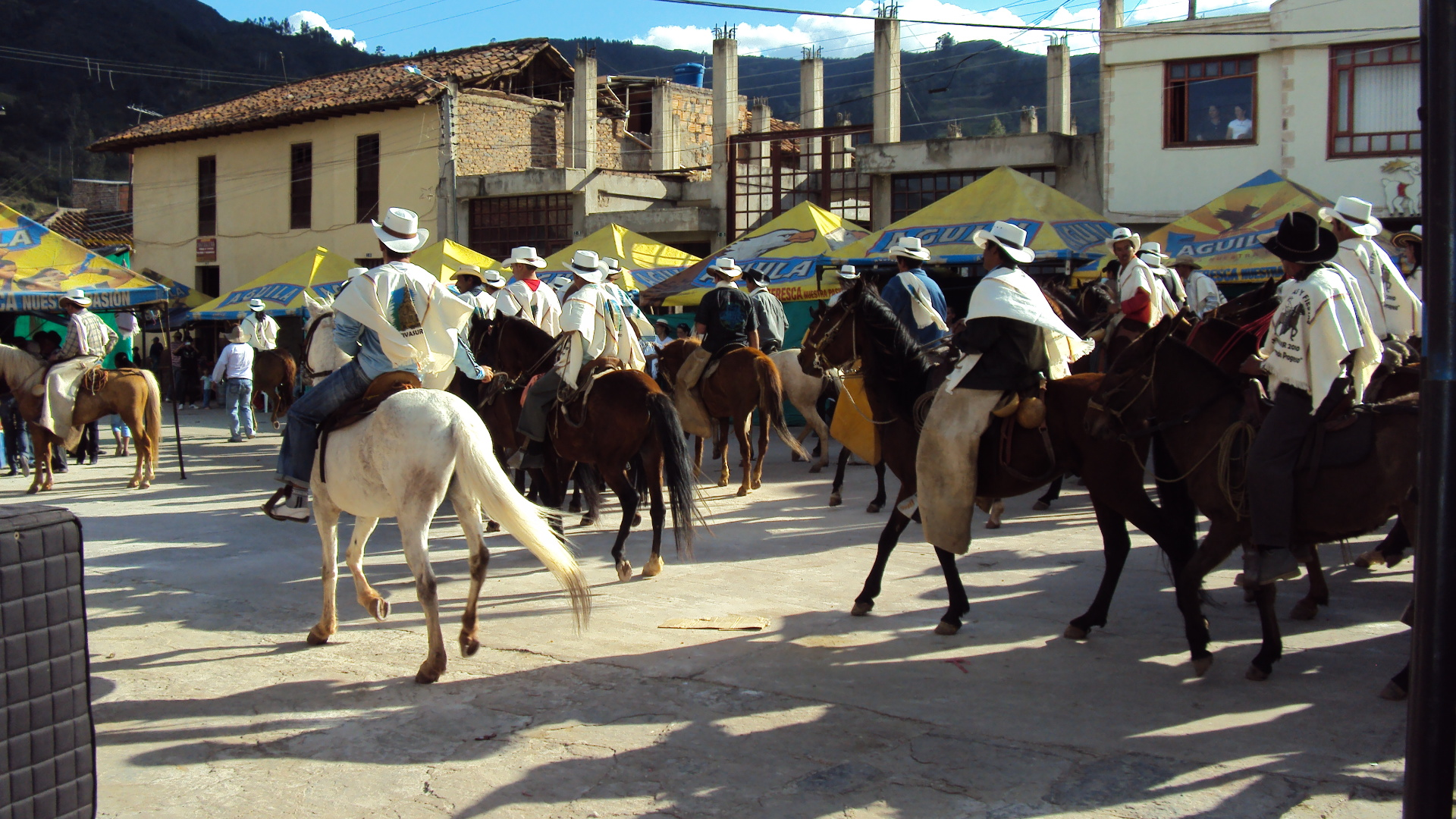
Cabalgata fiestas de Sativasur 2010.

Las fiestas patronales se realizan el último viernes de cada enero en honor al Señor de los Milagros de Sativasur.
Estas fiestas conmemoran la renovación del santo patrono del pueblo. Se realizan teniendo como referencia el último viernes de enero, los días miércoles, jueves, viernes, sábado y domingo, todos los años.
 Aunque la programación puede variar, es muy común que se realicen las siguientes actividades:

## Educación
Cuentan con colegios como el Señor de los Milagros, que brinda educación con énfasis agropecuario.

## Alcaldes
Perfil en Facebook 
Perfil en la Gobernación de Boyacá Elegida por voto popular bajo su plan de gobierno sembramos oportunidades cosechamos progreso para el periodo 2012-2015.

 Dentro de sus obras se destacan: La Adecuación y terminación casa de eventos y ludoteca municipal, la construcción de vivienda de interés social para 17 familias en el casco urbano, construcción del centro recreativo, entrada y puesta en funcionamiento del proyecto vive digital y el servicio de internet banda ancha para la población del casco urbano urbano del Municipio, adquisición de maquinaria agrícola ( tractor-retroexcavadora-motocicleta umata) y vehículo para la alcaldía municipal, adquisición de vehículo tipo patrulla para el fortalecimiento de la seguridad del municipio, dotación de máquinas y puesta en funcionamiento del gimnasio municipal, creación de la escuela de formación Señor de los Milagros y dotación de instrumentos musicales banda de músicos, remodelación vía peatonal al cementerio, adecuación planta de procesamiento de lácteos para incentivar la asociatividad, 20 mejoramientos de vivienda rural, remodelación de las zonas verdes del parque principal y construcción fuente de agua, fortalecimiento a los programas sociales como REVIVIR, COLOMBIA MAYOR, Desayunos Infantiles, Bienestarina, Programa de alimentación escolar, Hogares infantiles y puesta en funcionamiento de los centros vida para la atención de la población adulto mayor del Municipio, 17 dotaciones de cocinas para la población del área rural, adecuación con silletería al polideportivo municipal,  17 soluciones de vivienda nueva rural para familias de escasos recursos, construcción muro de contención y pavimentación vía Carrera 3 Plaza de Toros y puesta en funcionamiento del Sistema de Regadío en coordinación con INCODER para las veredas de bura, movacon y tobachía y por último la apertura de la vía el alto-concentra que reduce el trayecto en 35 m entre sativasur y la ciudad de Duitama.
Perteneciente al Partido Liberal Colombiano, fue la primera mujer en ocupar este cargo de elección popular, en la historia de Sativasur.
Perteneciente al Partido Liberal Colombiano, fue la primera mujer en ocupar este cargo de elección popular, en la historia de Sativasur. Durante su mandato se hicieron varias obras, entre otras:

Remodelación parque del municipio
Pavimentación de algunas vías
Construcción de una urbanización
Construcción de un nuevo Palacio Municipal
Construcción mirador "Señor de los Milagros"
Se aumentó el parque automotor del municipio. Dentro de los automotores adquiridos durante esta administración están: una  camioneta Toyota y dos motocicletas para la Estación de Policía. Una buseta para servicio público, una ambulancia entre otros.

 Durante su mandato se hizo un nuevo colegio, auxilios para arreglo de viviendas.
 Construcción del Centro de Salud, que lleva su nombre.
 auxilios para arreglo de viviendas, durante su mandato se celebraron los 22 años del colegio Señor de los Milagros.
 Construcción de un polideportivo, auxilios de viviendas y mercados. Pavimentación de algunas vías.
 Perteneciente al partido Conservador Colombiano. Durante su administración se hizo la apertura a la vía Sativasur, Paz de Río que redujo considerablemente el trayecto.

## Fuerza pública

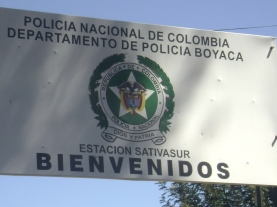
Cartel de Bienvenida de la Policía Nacional.

La Policía Nacional de Colombia hace presencia en el municipio, con varios uniformados, quienes tienen formación en contraguerrilla, COR, Granaderos, entre otros. Dentro de su armamento está el fusil M16, el IMI Galil y la ametralladora M60. También, los Escuadrones Móviles de Carabineros, y el Grupo de Caballería Mecanizado Silva Plazas del Ejército Nacional de Colombia, realizan patrullajes en la zona, para brindar seguridad a los habitantes del sector.